# Sebastian Kolbe (Rechtswissenschaftler)
Sebastian Kolbe (* 1978 in Nürnberg) ist ein deutscher Rechtswissenschaftler und Hochschullehrer an der Universität Bremen.

## Leben
Kolbe studierte ab 1998 Rechtswissenschaften an den Universitäten Passau und München. In München legte er 2003 sein Erstes Juristisches Staatsexamen ab und bestand nach dem anschließenden Referendariat am Oberlandesgericht München 2005 auch sein Zweites Staatsexamen. 2009 schloss Kolbe unter Betreuung von Bruno Rimmelspacher in München seine Promotion zum Dr. iur. ab. 2012 vollendete er unter Betreuung von Volker Rieble auch seine Habilitation und erhielt die Venia legendi für die Fächer Bürgerliches Recht, Arbeitsrecht und Zivilprozessrecht.
Anschließend folgten ab 2012 Lehrstuhlvertretungen an den Universitäten Düsseldorf, Heidelberg, Bochum, Osnabrück, Ingolstadt, Bremen sowie eine Gastprofessur an der Freien Universität Berlin. Seit dem Wintersemester 2016/17 hat er den ordentlichen Lehrstuhl für Bürgerliches
Recht und Arbeitsrecht an der Universität Bremen inne.

## Werke (Auswahl)
Kolbes Forschungsschwerpunkte vor allem im kollektiven Arbeitsrecht, insbesondere im Mitbestimmungsrecht, sowie dem allgemeinen deutschen und europäischen Arbeitsrecht. Daneben liegen von ihm Kommentierungen zu Normen der GewO, des Jugendarbeitsschutzes und europäischer Arbeitnehmerschutzrichtlinien vor.
- Deliktische Forderungen und Restschuldbefreiung. Nomos, Baden-Baden 2009, ISBN 978-3-8329-3673-0 (Dissertation).
- Mitbestimmung und Demokratieprinzip. Mohr Siebeck, Tübingen 2013, ISBN 978-3-16-152370-0 (Habilitationsschrift).